# Ich hab dich lieb
Ich hab’ dich lieb ist ein Lied des deutschen Pop-Rock-Musikers Herbert Grönemeyer aus dem Jahr 1980, das in einer Liveversion von 1996 zum Charthit avancierte.

## Entstehung und Veröffentlichung
Das Lied wurde vom Interpreten selbst getextet und komponiert sowie von Otto Draeger produziert.
Die Erstveröffentlichung von Ich hab’ dich lieb erfolgte als Single im Jahr 1980 bei Intercord. Diese erfolgte als 7″-Single mit der B-Seite Total egal (Katalognummer: 192.629). Im gleichen Jahr erschien es als Teil von Grönemeyers zweitem Studioalbum Zwo (Katalognummer: 160.138), dessen einzige Singleauskopplung es ist. Am 29. Januar 1996 erschien eine Liveversion als Single (Katalognummer: EMI 862 183-2), die im Zuge des Livealbums Grönemeyer – Live (Katalognummer: Electrola 7243 8 36127 2) entstanden ist.

## Hintergrund
Das Publikum forderte bei einem Konzert 1995 in der Wiener Stadthalle singend das Lied Ich hab dich lieb ein. Grönemeyer wusste zunächst gar nicht, was die Leute von ihm wollten, als die Fans einstimmten: „Ich hab dich lieb, so lieb …“ Er hatte das Lied aus seinem Programm verbannt, weil er es für „grauenvoll“ hielt, wie er später in einem Interview erzählte, und musste sich auch den Text auf die Bühne bringen lassen, weil er ihn vergessen hatte.

## Chartplatzierungen
| ChartsChartplatzierungen | Höchstplatzierung | Wochen |
| ------------------------ | ----------------- | ------ |
| Österreich (Ö3)          | 12 (12 Wo.)       | 12     |